# Associazione Sportiva Acireale 1946-1947
Questa voce raccoglie le informazioni riguardanti il  A.S. Acireale nelle competizioni ufficiali della stagione 1946-1947 Serie C.

## Stagione
L'11 giugno 1946 nasce l'Associazione Sportiva Acireale. Grazie al riconoscimento del buon potenziale in termini di bacino d'utenza partecipa al campionato Serie C 1946-1947 (Lega Interregionale Sud) nel Girone C, il tutto merito degli sforzi di Salvatore Bonanno capace di gettare le basi del calcio professionistico ad Acireale. Il presidente è Giuseppe Leonardi (industriale della concia delle pelli), il terreno di gioco è il Comunale (Casimiro Carpinato) rinominato Peppino Puglisi (in onore al primo presidente del SS Acireale). Nella stagione l'Acireale si prepara ad affrontare squadre del calibro di Reggina, Messina, Catania, Trapani, Crotone.
Il torneo viene vinto dalla Giostra Messina, che l'Acireale riuscì a battere in casa per 4 a 3. L'Acireale concluse al 7º posto, non sfigurando alla sua prima stagione, ma con qualche disattesa aspettativa da parte della guida tecnica affidata al titolato Luigi Bertolini.

## Rosa
| N. |                   | Ruolo | Calciatore       |
| -- | ----------------- | ----- | ---------------- |
|    | Italia (bandiera) | P     | Giuseppe Core    |
|    | Italia (bandiera) | D     | Maccarone        |
|    | Italia (bandiera) | D     | A. Barattucci    |
|    | Italia (bandiera) | C     | Conti            |
|    | Italia (bandiera) | C     | Armando Creziato |
|    | Italia (bandiera) | D     | Carlo Molon      |
|    | Italia (bandiera) | A     | Di Gerolamo      |
|    | Italia (bandiera) | D     | Giarretti        |
|    | Italia (bandiera) | C     | Signorelli       |
|    | Italia (bandiera) | C     | Allegra          |
|    | Italia (bandiera) | A     | Raciti           |

| N. |                   | Ruolo | Calciatore    |
| -- | ----------------- | ----- | ------------- |
|    | Italia (bandiera) | A     | Ernesto Subri |
|    | Italia (bandiera) | A     | Cusumano      |
|    | Italia (bandiera) | D     | Dereani       |
|    | Italia (bandiera) | A     | Grasso        |
|    | Italia (bandiera) | D     | Cantarella    |
|    | Italia (bandiera) |       | Marsiliani    |

## Risultati

### Serie C 1946-1947 (Lega Interregionale Sud) Girone C

#### Girone di andata
| Arbitro: | Monterosso (Siracusa) |

|                            |           |  |
| Di Gerolamo Raciti Allegra | Marcatori |  |

| 24 novembre 1946 2ª giornata |  | – Turno di riposo ACIREALE |  |  |

| Crotone 1 dicembre 1946 3ª giornata | Crotone | 3 – 1 | Acireale | Stadio Ezio Scida |

| Arbitro: | Bertini (Salerno) |

|          |           |                           |
| Creziato | Marcatori | Bercarich aut.’ Maccarone |

| Arbitro: | Ausiello (Resina) |

|                                       |           |                         |
| Creziato Di Gerolamo Allegra Cusumano | Marcatori | D'Andrea Sudati Villari |

| 22 dicembre 1946 6ª giornata           | Drepanum  | 1 – 0 | Acireale | Campo Aula |
| \| \| \| \| \| Papi \| Marcatori \| \| |           |       |          |            |
|                                        |           |       |          |            |
| Papi                                   | Marcatori |       |          |            |

| 5 gennaio 1947 7ª giornata | Termini | 0 – 0 | Acireale |  |

| Arbitro: | Gugliandro (Reggio Calabria) |

|                   |           |         |
| Subri Di Gerolamo | Marcatori | Campisi |

| Catania 19 gennaio 1947 9ª giornata | Catania      | 0 – 0 | Acireale | Stadio Cibali\| Arbitro: \| Seo (Napoli) \| |
| Arbitro:                            | Seo (Napoli) |       |          |                                             |

| Marsala 26 gennaio 1947 10ª giornata | Marsala | 0 – 0 | Acireale | Stadio della Vittoria |

| Arbitro: | Seo (Napoli) |

|            |           |                                 |
| Raciti 36’ | Marcatori | 52’ Caltagirone 65’ Caltagirone |

#### Girone di ritorno
| Villa San Giovanni 9 febbraio 1947 12ª giornata | Villese | 2 – 1 | Acireale | Campo Sportivo dell'Immacolata |

| 17 marzo 1947 13ª giornata |  | – Turno di riposo ACIREALE |  |  |

| Arbitro: | Seo (Napoli) |

|  |           |                   |
|  | Marcatori | De Luca Riccobono |

| Reggio Calabria 30 marzo 1947 15ª giornata                         | Reggina   | 4 – 1 | Acireale | Stadio Michele Bianchi |
| \| \| \| \| \| Sculli Bisagni Bercarich Collica \| Marcatori \| \| |           |       |          |                        |
|                                                                    |           |       |          |                        |
| Sculli Bisagni Bercarich Collica                                   | Marcatori |       |          |                        |

| Messina 6 aprile 1947 16ª giornata | Giostra Messina | 3 – 1 | Acireale | Stadio Gazzi |

| Acireale 13 aprile 1947 17ª giornata | Acireale | 2 – 0 A tav. | Drepanum | Campo Comunale |

| Arbitro: | Numari (Reggio Calabria) |

|                            |           |         |
| Signorelli Raciti Creziato | Marcatori | Colombo |

| Siracusa 4 maggio 1947 19ª giornata | Comunale Siracusa | 0 – 1 | Acireale | Stadio Vittorio Emanuele III |

| Arbitro: | Stampacchia (Napoli) |

|                     |           |                            |
| Creziato 89’ (rig.) | Marcatori | 35’ Bonanno 84’ N. Scuderi |

| Acireale 18 maggio 1947 21ª giornata | Acireale | 2 – 0 A tav. | Marsala | Campo Comunale |

| Messina 25 maggio 1947 22ª giornata                                         | Messina   | 2 – 1              | Acireale | Stadio Gazzi |
| \| \| \| \| \| Gullo 17’ Vecchina 35’ \| Marcatori \| Calogero 88’ (Aut) \| |           |                    |          |              |
|                                                                             |           |                    |          |              |
| Gullo 17’ Vecchina 35’                                                      | Marcatori | Calogero 88’ (Aut) |          |              |

### Statistiche di squadra
|         | Punti | In casa | In casa | In casa | In casa | In casa | In casa | In trasferta | In trasferta | In trasferta | In trasferta | In trasferta | In trasferta | Totale | Totale | Totale | Totale | Totale | Totale | DR |
| G       | Punti | V       | N       | P       | Gf      | Gs      | G       | V            | N            | P            | Gf           | Gs           | G            | V      | N      | P      | Gf     | Gs     |        | DR |
| ------- | ----- | ------- | ------- | ------- | ------- | ------- | ------- | ------------ | ------------ | ------------ | ------------ | ------------ | ------------ | ------ | ------ | ------ | ------ | ------ | ------ | -- |
| Serie C | .     | 10      | 6       | 0       | 4       |         |         | 10           | 1            | 3            | 6            |              |              | 20     | 7      | 3      | 10     |        |        | -  |
| Andata  |       | 5       | 3       | 0       | 2       |         |         | 5            | 0            | 3            | 2            |              |              | 10     | 3      | 3      | 4      |        |        |    |
| Ritorno |       | 5       | 3       | 0       | 2       |         |         | 5            | 1            | 0            | 4            |              |              | 10     | 4      | 0      | 6      |        |        |    |

### Statistiche dei giocatori
| Ruolo | Giocatore | Serie C Partite | Reti | Coppa Part. | L.I.S. Reti | TOT G | ALE Reti |
| ----- | --------- | --------------- | ---- | ----------- | ----------- | ----- | -------- |
| P     | Core      |                 |      |             |             |       |          |
| D     | Maccarone |                 |      |             |             |       |          |
|       | Molon     |                 |      |             |             |       |          |
|       |           |                 |      |             |             |       |          |
|       |           |                 |      |             |             |       |          |
|       |           |                 |      |             |             |       |          |
|       |           |                 |      |             |             |       |          |
|       |           |                 |      |             |             |       |          |
|       |           |                 |      |             |             |       |          |
|       |           |                 |      |             |             |       |          |
|       |           |                 |      |             |             |       |          |
|       |           |                 |      |             |             |       |          |
|       |           |                 |      |             |             |       |          |
|       |           |                 |      |             |             |       |          |
|       |           |                 |      |             |             |       |          |
|       |           |                 |      |             |             |       |          |